# فيلقية حالة
فيلقية حالة (الاسم العلمي:Legionella lytica) هي نوع من البكتيريا يتبع جنس الفيلقية من الفصيلة الفيالقية.